# Mesabolivar globulosus
Mesabolivar globulosus là một loài nhện trong họ Pholcidae. Loài này được phát hiện ở Chile và Argentina.